# Waterdrop Microdrink

Waterdrop Firmensitz Wien

Die Waterdrop Microdrink GmbH (kurz: Waterdrop) ist ein österreichisches Getränkeunternehmen mit Sitz in Wien. Es wurde 2016 von Martin Murray, Christoph Herrmann und Henry Murray gegründet und produziert wasserlösliche Getränkewürfel auf Basis von Frucht- und Pflanzenextrakten sowie Vitaminen. Die Produkte sind zuckerfrei und werden international vertrieben, unter anderem in Europa, den Vereinigten Staaten, Japan und Australien.

## Geschichte
Die Idee zur Gründung entstand 2015, als Martin Murray nach einer zuckerfreien und umweltfreundlicheren Alternative zu abgefüllten Getränken suchte. Ein Jahr später, 2016, wurde Waterdrop in Wien gegründet. Das erste Produkt, ein kompakter Getränkewürfel, kam 2017 auf den Markt.
Nach Entwicklungs- und Testphasen eröffnete Waterdrop im selben Jahr den ersten Pop-up-Store in Wien. 2018 wurde das Unternehmen durch einen Auftritt in der Fernsehsendung Die Höhle der Löwen einem größeren Publikum bekannt. Es folgte die Expansion in weitere europäische Länder.
2020 eröffnete Waterdrop einen Flagship Store in Wien und begann mit der eigenen Produktion in Neu-Ulm, Deutschland. 2021 folgte der Eintritt in den US-Markt, 2022 die Expansion in den asiatisch-pazifischen Raum über Singapur. Im Jahr 2023 listeten US-Händler wie Target, Walmart und Sam’s Club Waterdrop-Produkte. Im selben Jahr wurde das Unternehmen offizieller Hydration-Partner der ATP Tour und ging eine Kooperation mit Novak Djokovic ein. Seit 2024 ist Waterdrop offizieller Bottle Partner der Australian Open.
Bis 2025 wuchs das Unternehmen auf rund 400 Mitarbeitende, betreibt über 40 eigene Filialen weltweit und ist in über 30 Ländern erhältlich.

## Finanzierung
2019 erhielt Waterdrop im Rahmen seines Auftritts in Die Höhle der Löwen eine Investition in Höhe von 500.000 Euro von Dagmar Wöhrl. 2021 schloss das Unternehmen eine Series-B-Finanzierungsrunde in Höhe von 60 Millionen Euro ab. Die Runde wurde vom singapurischen Staatsfonds Temasek angeführt. Das Kapital floss in internationale Expansion und Produktentwicklung.

## Produkte und Expansion
Im Laufe der Zeit erweiterte Waterdrop sein Produktsortiment schrittweise.

### Getränkewürfel
Das Hauptprodukt von Waterdrop sind kompakte Getränkewürfel, die sich in Wasser auflösen. Sie sind zuckerfrei, enthalten Frucht- und Pflanzenextrakte sowie Vitamine, und sind in verschiedenen Varianten erhältlich:
- Microdrink: Zuckerfreie Getränkewürfel mit natürlichen Frucht- und Pflanzenextrakten sowie Vitaminen. Sie verleihen Wasser Geschmack, ohne Zucker oder künstliche Konservierungsstoffe. Zu den angebotenen Sorten zählen unter anderem Orange, Cola und Eistee Pfirsich.[13]
- Microenergy: Zuckerfreie Getränkewürfel mit natürlichem Koffein und B-Vitaminen. Beispiele für Geschmacksrichtungen sind Berry Boost und Mango Boost, jeweils mit 90 mg Koffein.[14]
- Microlyte: Elektrolythaltige, zuckerfreie Getränkewürfel zur schnellen Elektrolytaufnahme und Regeneration. Sie enthalten Zink und Vitamine und werden sowohl im Freizeit- als auch im Profisport eingesetzt. Sorten sind beispielsweise Berry und Grapefruit.[15]

Darüber hinaus bestehen Kooperationen mit externen Marken. Dazu zählen etwa eine Zusammenarbeit mit der Wellnessmarke SILA von Novak Djokovic zur Entwicklung einer eigenen Elektrolytwürfellinie sowie eine Produktpartnerschaft mit dem Schweizer Unternehmen Ricola.

### Zubehör und Accessoires
Zur Ergänzung des Hauptsortiments bietet Waterdrop wiederverwendbare Trinkflaschen und Zubehörartikel an:
- Edelstahlflaschen: Doppelwandige Flaschen, die Getränke heiß oder kalt halten, sowie einwandige Modelle für den Sportbereich.[18]
- Glasflaschen: Hergestellt aus Borosilikatglas, mit verschiedenen Designs und Mustern, für den täglichen Gebrauch.[19]
- Zubehör: Weitere Produkte wie Tassen, Gläser, Karaffen und andere Haushaltsartikel.

### Trinktechnologie und Wasserfilter
Neben klassischen Produktlinien hat Waterdrop digitale Hydrationstechnologien entwickelt:
- Smart Cap: Eine intelligente Trinkflaschenkappe mit UV-C-Reinigung und Trinkerinnerung.[20]
- Filterkaraffe: Eine Karaffe zur Aufbereitung von Leitungswasser.[21]
- Hydration App: Eine mobile App zur Dokumentation und Analyse des persönlichen Trinkverhalten.[20]

### Vertrieb und Expansion

Waterdrop Mall of America Store

Waterdrop startete als Direct-to-Consumer-Marke mit Online-Vertrieb über Shopify. Mittlerweile verfolgt das Unternehmen eine Omnichannel-Strategie. Die Produkte sind über den eigenen Webshop, Plattformen wie Amazon, Einzelhändler wie dm oder Rossmann sowie über B2B-Partner wie Lufthansa, Austrian Airlines und Hotelketten erhältlich.
Seit 2017 betreibt Waterdrop eigene stationäre Filialen in Städten wie Wien, Berlin, London, Paris, Amsterdam, Tokio sowie im Mall of America in Bloomington, Minnesota, USA.

## Marketing und Partnerschaften

### Marketing
Waterdrop führt regelmäßig thematische Kampagnen durch. Dazu zählt etwa „Sugarplastic“, mit der auf die Umweltbelastung durch Einwegplastik hingewiesen wird. Zudem veröffentlicht das Unternehmen jährlich eine humorvolle „April-Fools“-Aktion.
Produktkooperationen bestanden mit öffentlichen Persönlichkeiten wie Conchita Wurst oder Rosie Huntington-Whiteley. Eine öffentliche Aktion am Times Square in New York 2024, bei der ein temporärer Tennisplatz eingerichtet wurdezog ebenfalls mediale Aufmerksamkeit auf sich. Teilnehmer:innen waren unter anderem Novak Djokovic, Taylor Fritz und Danielle Collins. Am selben Tag läutete Gründer Martin Murray mit dem Team die Eröffnungsglocke der NASDAQ.
2025 veranstaltete Waterdrop gemeinsam mit der ATP Tour einen internationalen Design-Wettbewerb für eine Thermosflasche. Diese soll ab der Saison 2026 auf Turnieren eingesetzt werden.

### Sponsoring und gesellschaftliches Engagement
Im Sportbereich ist Waterdrop als offizieller Hydration-Partner der ATP Tour und Bottle Partner der Australian Open aktiv. 2021 und 2022 war das Unternehmen Sponsor des Hahnenkammrennens in Kitzbühel.
Waterdrop engagiert sich auch in sozialen Projekten. 2020 wurden im Rahmen einer 1:1-Spendenaktion 10.000 Glasflaschen an Organisationen in Deutschland, Österreich, Frankreich und Großbritannien gespendet. Durch die jährliche Pride Edition („Pride Bottle“) unterstützt das Unternehmen Organisationen wie Queer Base (Wien) und OutRight Action International.

### Partnerschaften
Seit 2020 kooperiert Waterdrop mit der Organisation Plastic Bank. Ziel ist es, Plastikabfälle zu reduzieren und soziale Strukturen in einkommensschwachen Regionen zu fördern. Bis Mai 2025 wurden laut Unternehmensangaben über 30 Millionen Plastikflaschen aus der Umwelt entfernt. Gemeinsam mit dem Recyclinganbieter TerraCycle betreibt Waterdrop in den eigenen Stores ein Rücknahmesystem für Verpackungen.

## Nachhaltigkeit
Das Unternehmen verfolgt seit seiner Gründung das Ziel, zuckerhaltige und in Plastik verpackte Getränke durch Alternativen zu ersetzen. Dabei werden im Vergleich zuherkömmlichen Einwegplastikflaschen 98 % Plastik eingespart. 2024 und 2025 erhielt Waterdrop die EcoVadis-Gold-Zertifizierung. 2024 wurde das Unternehmen unter den besten zwei Prozent aller bewerteten Unternehmen eingestuft. Ein freiwillig veröffentlichter Nachhaltigkeitsbericht dokumentiert unter anderem CO₂-Bilanzen, Maßnahmen zur Lieferkette sowie soziale Indikatoren.

## Rezeption
2022 belegte Waterdrop laut Financial Times den ersten Platz in der FT-1000-Rangliste der am schnellsten wachsenden Lebensmittel- und Getränkeunternehmen Europas.